# Alsótelekes, Borsod-Abaúj-Zemplén
Alsótelekes este un sat în districtul Kazincbarcika, județul Borsod-Abaúj-Zemplén, Ungaria, având o populație de 170 de locuitori (2011). 

## Demografie
Componența etnică a satului Alsótelekes
     Maghiari (91,72%)
     Romi (8,28%)
Componența confesională a satului Alsótelekes
     Romano-catolici (62,94%)
     Reformați (8,82%)
     Necunoscută (28,24%)
Conform recensământului din 2011, satul Alsótelekes avea 170 de locuitori. Din punct de vedere etnic, majoritatea locuitorilor (91,72%) erau maghiari, cu o minoritate de romi (8,28%).  Din punct de vedere confesional, majoritatea locuitorilor (62,94%) erau romano-catolici, cu o minoritate de reformați (8,82%). Pentru 28,24% din locuitori nu este cunoscută apartenența confesională.